# Eleousa (Rhodos)
Eleousa (griechisch Ελεούσα (f. sg.)), häufig auch Eleusa geschrieben, ist ein Dorf auf der griechischen Insel Rhodos. Es wurde ab 1935 während der italienischen Besatzungszeit auf Rhodos unter dem Namen Campochiaro erbaut. Das Dorf zählt seit der Verwaltungsreform 2010 zur Ortsgemeinschaft Dimylia im Gemeindebezirk Kamiros. 

## Lage
Das Dorf liegt etwa 40 Kilometer von der Stadt Rhodos entfernt in einem Waldgebiet in den Ausläufern des Berges Profitis Ilias. Die nächstgelegenen Ortschaften sind Dimylia im Westen und Archipoli im Osten.

## Geschichte
Campochiaro wurde 1935 bis 1936 als Musterdorf der Italiener nach Plänen des Architekten Armando Bernabiti erbaut. Es sollte als Wohnsiedlung für Forstarbeiter (teilweise aus Südtirol) dienen, die den damals weitgehend baumlosen Profitis Ilias wieder aufforsten sollten. Um einen zentralen rechteckigen Platz erhielt jeder Arbeiter ein Haus mit Grundstück. Auf dem Platz selbst wurde an den kurzen Seiten eine katholische Kirche und gegenüber ein Verwaltungsgebäude errichtet. An den Langseiten des Platzes erstreckten sich zwei Gebäude mit einem Kino, der Zentrale der Faschistischen Partei Italiens, einer Schule, Gesundheitseinrichtungen und Geschäften. Der Strom für den Ort wurde in einem eigens angelegten Wasserkraftwerk erzeugt.
1939 verließen viele Siedler Campochiaro, nachdem britisches Militär die Insel nach dem Kriegseintritt Italiens unter Beschuss genommen hatte. 1943 kam die Insel unter deutsche Kontrolle und die letzten italienischen Siedler verließen das Dorf. Das deutsche Militär nutzte Campochiaro als Stützpunkt. Als 1947 die Insel Rhodos dem Königreich Griechenland zugesprochen wurde, war das Dorf unbewohnt. Es wurde offiziell in Eleousa umbenannt und die katholische Kirche in eine orthodoxe Kirche umgewandelt.
Von 1947 bis 1970 wurde in Eleousa ein Sanatorium für Tuberkulosepatienten unter dem Namen Agia Eleousa betrieben. Es war das größte Krankenhaus für diese Krankheit auf dem Dodekanes. Bei seiner Eröffnung konnte es 80 Patienten aufnehmen, die von 54 Angestellten versorgt wurden. Das Klima des Ortes ist nicht ideal für die Heilung der Kranken. Für die Entscheidung, die Tuberkulosestation hier zu errichten, war die abgeschiedene Lage ausschlaggebend, die es erleichterte, eine Quarantäne aufrechtzuerhalten. Emmanuel G. Kostaridis war lange Jahre der wissenschaftliche Leiter des Sanatoriums.
Heute sind einige Häuser unterhalb des zentralen Platzes wieder bewohnt und es gibt mehrere bewirtschaftete Tavernen. Die Gebäude rund um den Platz verfallen. Ein 30 Meter durchmessendes Wasserbecken des ehemaligen Wasserkraftwerkes wurde mit finanzieller Unterstützung der Europäischen Union restauriert. Es ist Teil eines Schutzprogrammes für den vom Aussterben bedrohten Fisch Ghizani.
Nach dem Anschluss des Dodekanes an Griechenland 1947 zählte Eleousa zunächst von 1948 an zur damaligen Landgemeinde Archipoli (Κοινότητα Αρχιπόλεως Kinótita Archipóleos) und anschließend ab 1957 zur Landgemeinde Dimylia, die im Zuge der Gebietsreform 1997 in der damaligen Gemeinde Kamiros aufging.
Einwohnerentwicklung von Eleousa
| 1947 | 1951 | 1961 | 1971 | 1981 | 1991 | 2001 | 2011 |
| ---- | ---- | ---- | ---- | ---- | ---- | ---- | ---- |
| 150  | 343  | 237  | 190  | 216  | 217  | 258  | 228  |